# Lamba (kleding)

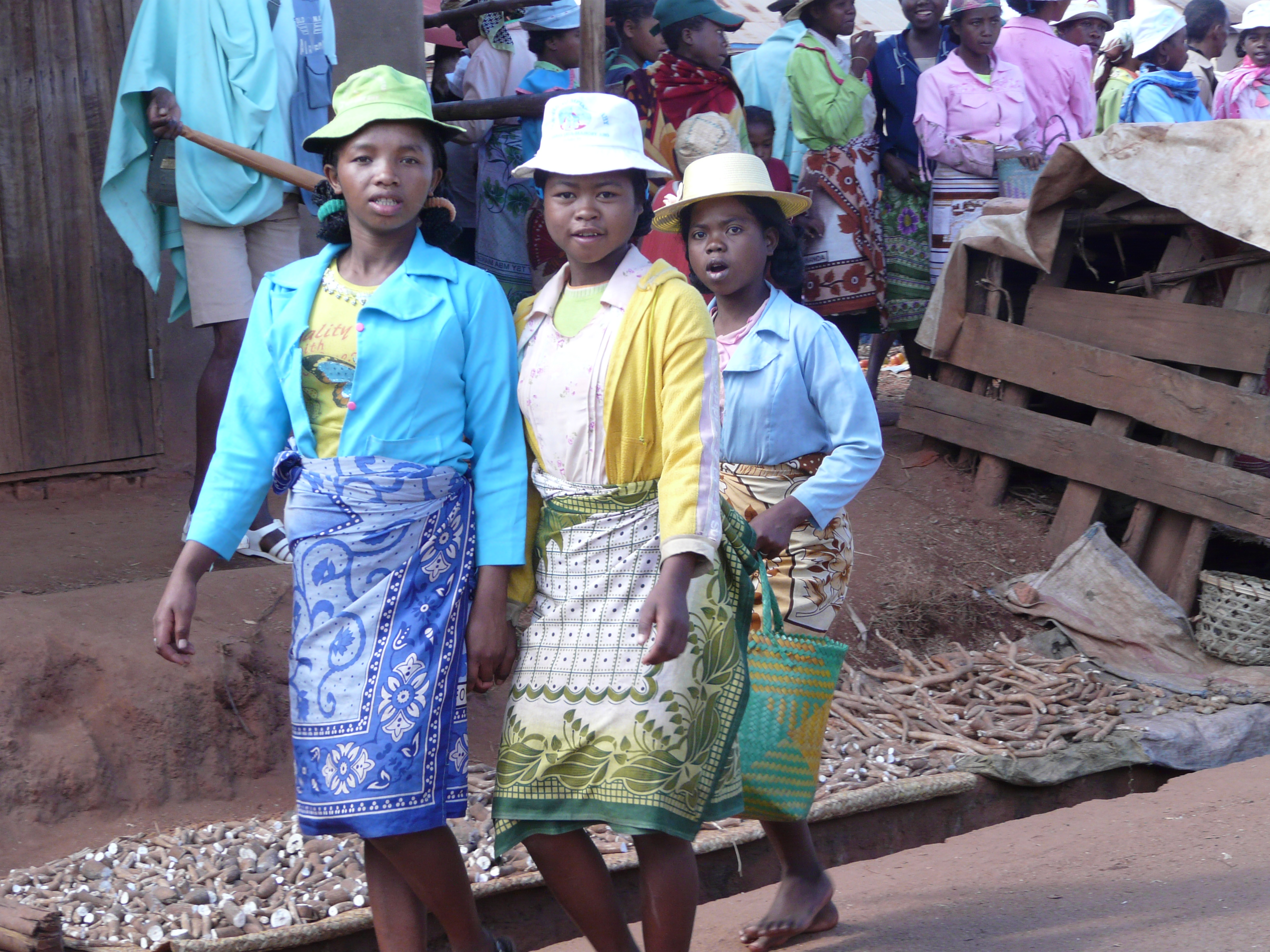
Drie meisjes met een lamba als wikkelrok

Een lamba is een traditioneel kledingstuk dat karakteristiek is voor de cultuur van Madagaskar. Het bestaat uit een rechthoekig stuk textiel dat wordt gedragen door Malagassiërs uit elk deel van het eiland.

## Gebruik

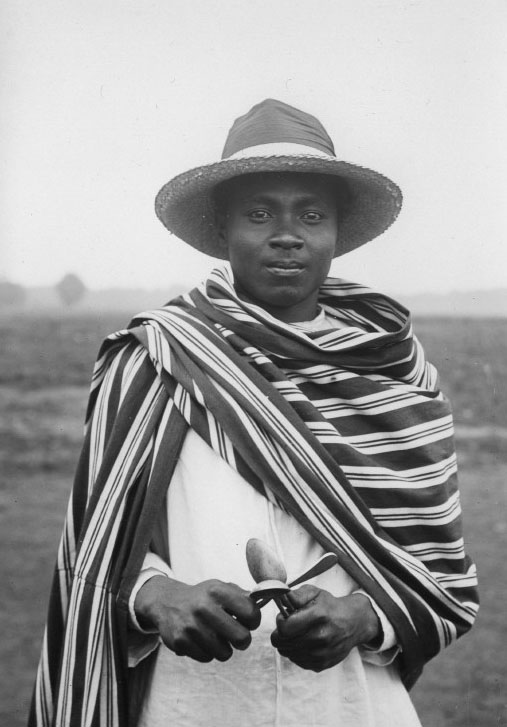
Een Sakalava met een lamba arindrano met daaronder een malabary

De lamba kan rond het lichaam worden gewikkeld en wordt zowel door mannen als vrouwen gedragen, maar de wijze van dragen kan per regio variëren. Ook bestaan er verschillen in de wijze van dragen tussen mannen en vrouwen. Beide geslachten dragen de lamba als een sarong rond de middel, maar vrouwen uit sommige volken dragen hem ook net onder de buste, meestal met eenzelfde lamba om het hoofd gedragen. Veel mannen dragen de lamba gedrapeerd over één schouder als een sjaal. Daaronder dragen ze een broek of, wanneer het weer kouder is, een malabary: een katoenen tuniek die tot de knieën reikt. Traditioneel wordt de lamba dan over de linkerschouder gedragen, behalve wanneer de drager in rouw is. In dat geval draagt hij hem over de rechterschouder.
De lamba heeft echter meer toepassingen dan alleen een kledingstuk. Vrouwen gebruiken het bijvoorbeeld om hun kinderen op de rug te binden of als kussen wanneer ze zware vrachten op hun hoofd dragen. Verder worden ze gebruikt als dekens, draagzakken, tafelkleden of zonneschermen.

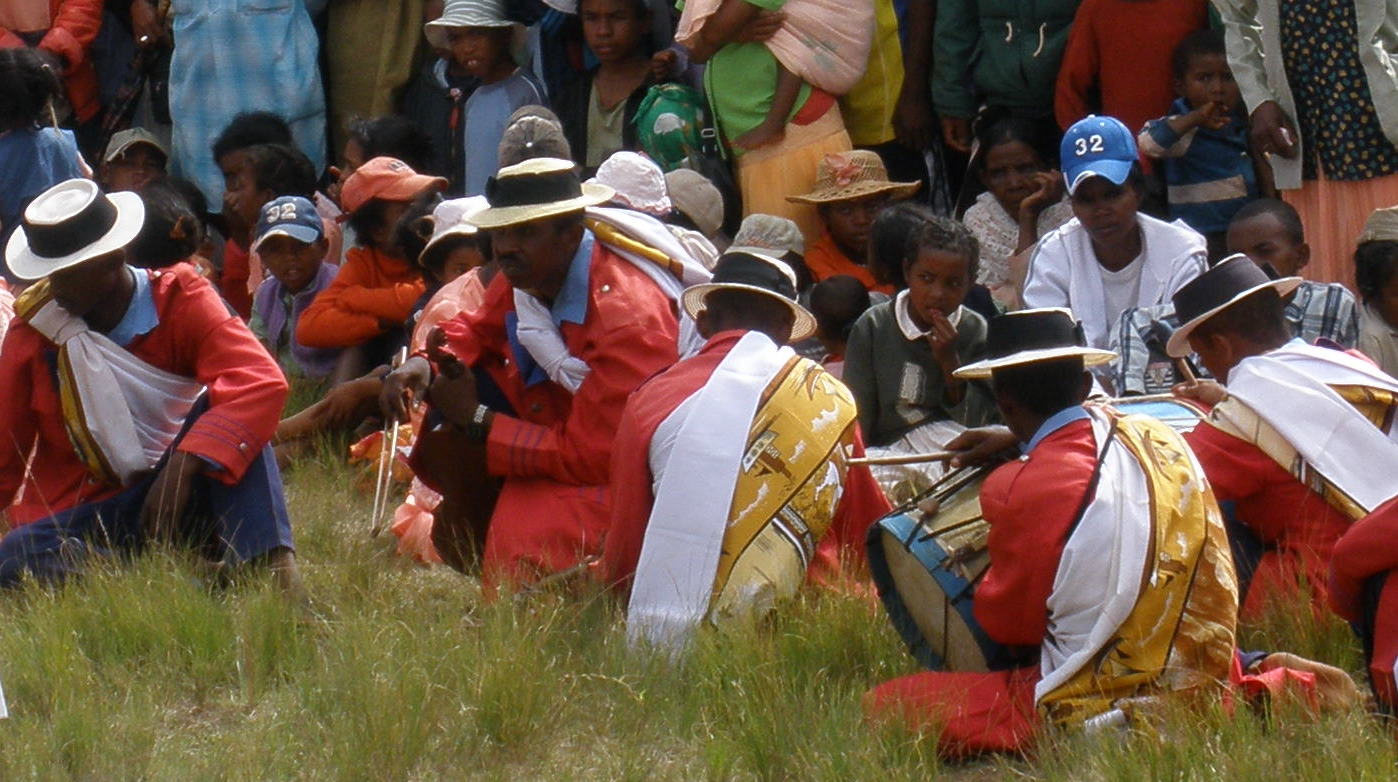
Hiragasy-muzikanten met witte smalle lamba's, gedragen als sjerp

### Traditioneel gebruik
Onder volwassen Merina-vrouwen en sommige Betsileo-vrouwen is het dragen van een smallere versie van hun traditionele witte lamba rond de schouders een teken van "elegantie, waardigheid, vrouwelijkheid en respect voor traditie". Dankzij Europese invloeden is een smalle lamba gebruikt als sjerp populair geworden. Mannen dragen deze diagonaal over de borst of rond het middel geknoopt, maar vrouwen dragen deze over de schouders. Het gebruik van deze smalle lamba's als sjerp is tegenwoordig een typisch onderdeel van het kostuum van hiragasy-muzikanten.
Een grote lamba, 'lambamena' genoemd, wordt traditioneel gebruikt om het stoffelijk overschot te omwikkelen voordat het in het graf wordt geplaatst. De Famadihana (Malagassisch: 'Omdraaien van de beenderen') is een ritueel waarbij de lijken van overleden familieleden worden opgegraven en van een nieuwe lamba worden voorzien.
Bij sommige etnische groepen bestaat het gebruik van het wisselen van de lamba tussen een man en vrouw als onderdeel van hun verlovingsritueel. Ook worden lamba's gegeven als een diplomatiek geschenk. Zo gaf in 1886 koningin Ranavalona III twee gedetailleerde zijden lamba akotofahana's aan de Amerikaanse president Grover Cleveland; een bontgekleurde en een witte. Deze zijn tegenwoordig tentoongesteld in het National Museum of African Art.

## Typen
De term lamba heeft zijn oorsprong in het Plateaumalagasi van de centrale hooglanden van Madagaskar. De naam van dit kledingstuk kan verschillen in andere dialecten van het Malagassisch, zo wordt in sommige gedeeltes van het oosten gesproken van een simbo. Er bestaat ook een groot aantal typen van lamba's in Madagaskar. De specifieke namen van deze lamba's refereren aan het gebruikte materiaal, het patroon, het ritueel waar ze worden gebruikt of aan de status van de drager.
Traditionele lamba's voor ceremonies worden vaak gemaakt van dure materialen, zoals zijde en zeboehuid. De lamba's voor dagelijks gebruik zijn meestal gemaakt van raffia-vezels, katoen of gevlochten boombast. Het uiterlijk varieert van complexe, kleurrijke patronen tot effen wit. Sommige Sakalava-clans dragen lamba's met geometrische patronen in groen en bruin, terwijl de andriana (edellieden) van de Merina-cultuur in pre-koloniale tijd veelkleurige lamba's droegen met nog complexere patronen.
- Lambahoany -  een van de meest bekende lamba's en bestaat uit een katoenen doek met een print dat overeenkomt met die van de kanga's (een algemeen kledingstuk uit Oost-Afrika). In het midden van het doek staat vaak een afbeelding uit het dagelijkse leven afgebeeld, met daaromheen een herhalend patroon tot de rand. In de hoek van de lamba is vaak een Malagassisch spreekwoord (ohabolana) geprint.
- Lambamena - het grootste type lamba en gemaakt van witte zware zijde. Deze lamba wordt traditioneel gebruikt voor begrafenissen.

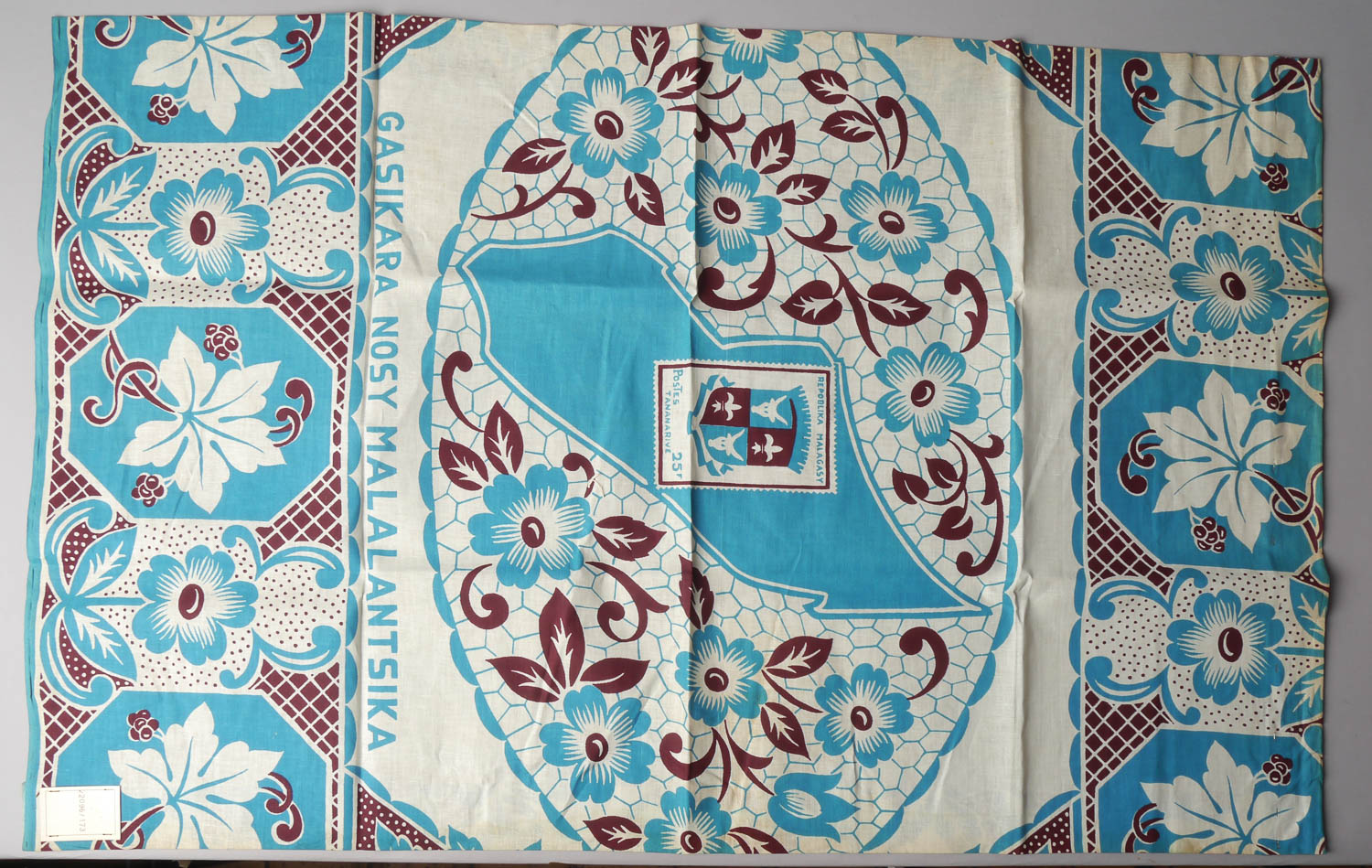
Lamba geproduceerd door Teintures et Apprêts de l'Escaut in Destelbergen bij Gent.

- Lamba geproduceerd door Teintures et Apprêts de l'Escaut in Destelbergen bij Gent.[6]Lamba akotofahana -  een geweven zijden lamba, meestal met een complex geometrisch patroon en vooral gedragen door belangrijke Merina. Doordat de wever een extra spoel gebruikt tijdens het weven, wordt het patroon in reliëf op het doek geweven. Oorspronkelijk was de lamba akotofahana rijk aan kleuren, maar onder de koloniale heerschappij van Frankrijk werden ze vooral in wit-op-wit uitgevoerd. Op deze manier liepen de dragers minder in het oog.[7]

- Lamba mpanjaka -  een ceremoniële lamba dat traditioneel wordt gedragen door Malagassiërs met status, zoals de andriana, de rijken en de ouderen.
- Lamba arindrano - een traditionele lamba gemaakt van een mix van zijde en katoen.
- Jabo-landy - een traditionele lamba gemaakt van een mix van zijde en raffia-vezels.
- Laimasaka - een traditionele lamba van raffia-vezels dat door de Sakalava wordt gedragen. Het is meestal gedecoreerd met geometrische patronen die verkregen zijn door de ikat-techniek. De Sakalava gebruiken deze lamba vaak als begrafeniskleed.
- Salaka - een lamba dat wordt gedragen als lendenkleed. Het meet ongeveer 30 bij 300 centimeter.[5]

## Productie
Traditioneel worden lamba's met de hand geweven. Meestal wordt hiervoor een horizontale weefgetouw op de grond gebruikt, het meest gebruikte type weefgetouw in Madagaskar. Lamba's worden vooral door vrouwen geweven, aangezien het produceren van kleding voor familieleden traditioneel bij de meeste etnische groeperingen in Madagaskar de verantwoording van de vrouw is. De lamba's die niet door de gezinsleden worden gebruikt worden meestal verkocht om zo het gezinsinkomen aan te vullen.
In de afgelopen jaren is de belangstelling voor lamba's toegenomen onder toeristen. Om aan de vraag te kunnen voldoen worden veel lamba's daarom in India fabrieksmatig geproduceerd en in Madagaskar geïmporteerd. Onder textielliefhebbers is echter vooral de lamba akotofahana van de Merina populair, wat heeft geresulteerd in een opleving van de productie en verkoop van deze lamba's in kunstgalerijen in Antananarivo, de hoofdstad van het eiland. Veel kunstliefhebbers hebben zich verdiept in de oude en half vergeten technieken voor het vervaardigen van de lamba akotofahana en hebben bijgedragen in de populariteit van de lamba in de westerse landen.